# Antonio Cuevas Delgado
Antonio Cuevas Delgado (Puente Genil, Córdoba, 7 de mayo de 1949) es un arquitecto técnico y político español.

## Biografía
Realizó el bachillerato en León, estudió maestría industrial y se diplomó en arquitectura técnica en la Universidad de Sevilla. Fue un activo sindicalista ya en la década de 1960 desde la Unión General de Trabajadores, donde llegó a ocupar el puesto de Secretario General en Sevilla. Antes de incorporarse a la actividad política trabajó en una empresa consultora de arquitectura e ingeniería y de manera interina como aparejador en el Ayuntamiento de Dos Hermanas.
Miembro del Partido Socialista Obrero Español desde la clandestinidad en la época franquista, ha sido diputado en el Congreso de los Diputados de España por la circunscripción electoral de Sevilla desde las elecciones generales de 1986 hasta las elecciones generales de 2011